# Adolfo Marsillach
Adolfo Marsillach (ur. 25 stycznia 1928 w Barcelonie, zm. 21 stycznia 2002 w Madrycie) – hiszpański aktor i reżyser, autor tekstów i adaptacji tekstów literackich, eseista.

## Życiorys
Grał charakterystyczne role w Teatro Maria Guerrero i Teatro Español w Madrycie, 1977–1978 był dyrektorem Narodowego Centrum Dramatycznego, a 1986–1989 Compañia Nacional Teatro Clásico. Jest autorem inscenizacji, m.in. Marat/Sade Weissa (1968), Świętoszek Moliera (1969) i Las arrecogias del Beaterio de Santa Maria Egipciaca Recuerdy (1977) oraz utworów Sastre i del Valle-Inclána. Poza tym występował w filmach i telewizji. Popierał antyfrankistowską opozycję, w związku z czym tworzył sztuki krytyczne, często mające satyryczną wymowę.